# Heinrich Waderé

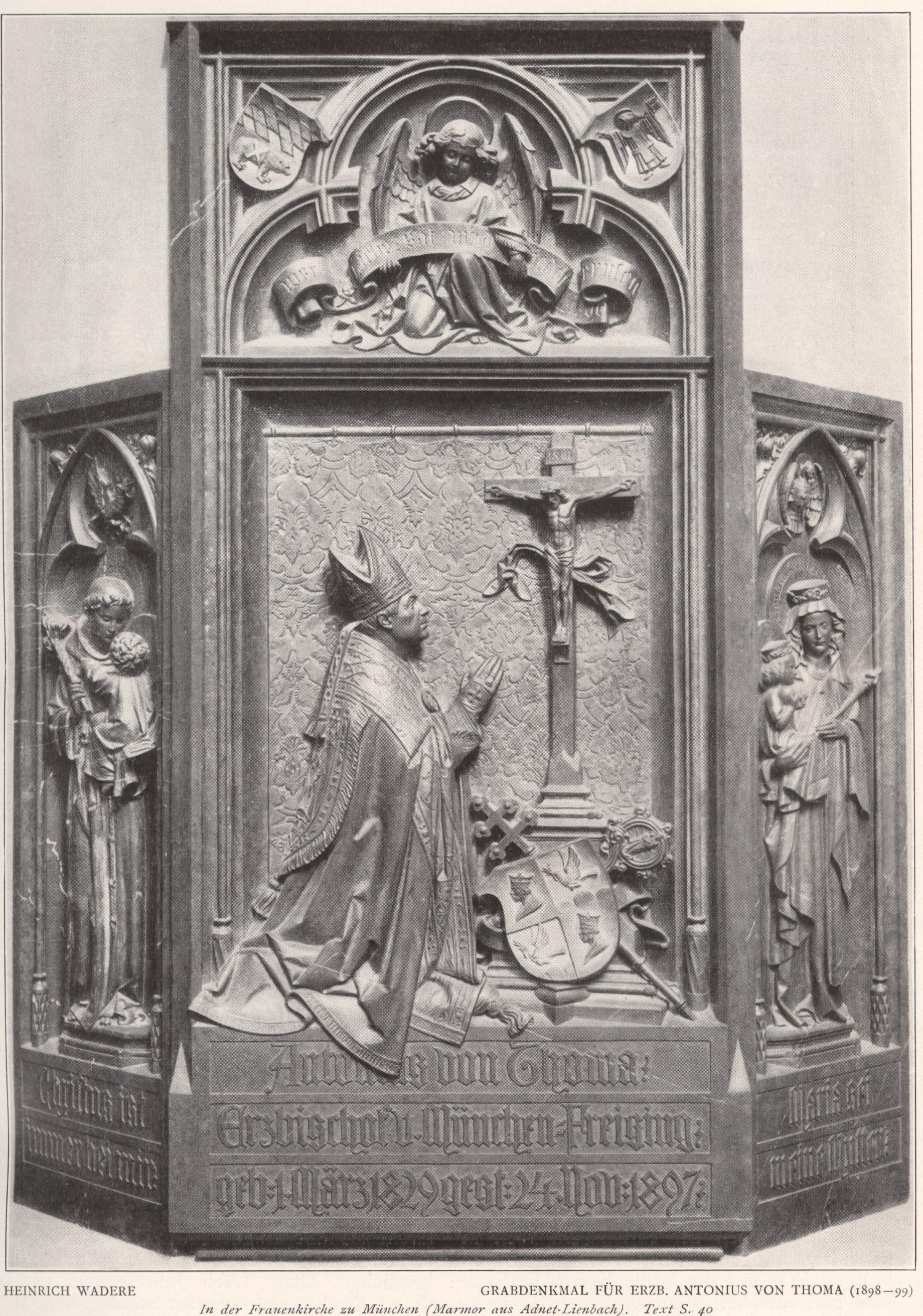
Monumento fúnebre al Arzobispo Antonius von Thoma, Frauenkirche de Múnich, por Heinrich Waderé (Zeitschrift für Christliche Kunst, 1908).

Heinrich Maria Waderé (2 de julio de 1865 - 27 de febrero de 1950) fue un escultor y grabador medallista.
Waderé nació en Colmar. Después de una aprendizaje en un taller de grabados estudió en la Academia de Bellas Artes de Múnich a las órdenes de Syrius Eberle. En 1900 fue seleccionado como profesor de escultura figurativa en la Academia de Artes Aplicadas (Akademie für Angewandte Kunst) en Múnich. Una vez allí exhibió muchas veces, incluyendo en el Glaspalast. En este periodo también se originó su estrecha conexión con la escuela de tallado de Oberammergau.
Era principalmente conocido por sus monumentos y medallas neoclásicos, incluyendo entre otros el Monumento a Richard Wagner en la Prinzregentenplatz en Múnich (1913). Las figuras sobre el pórtico del Teatro del Príncipe Regente (Prinzregententheater) también son suyas.
Murió en Múnich.

## Galería

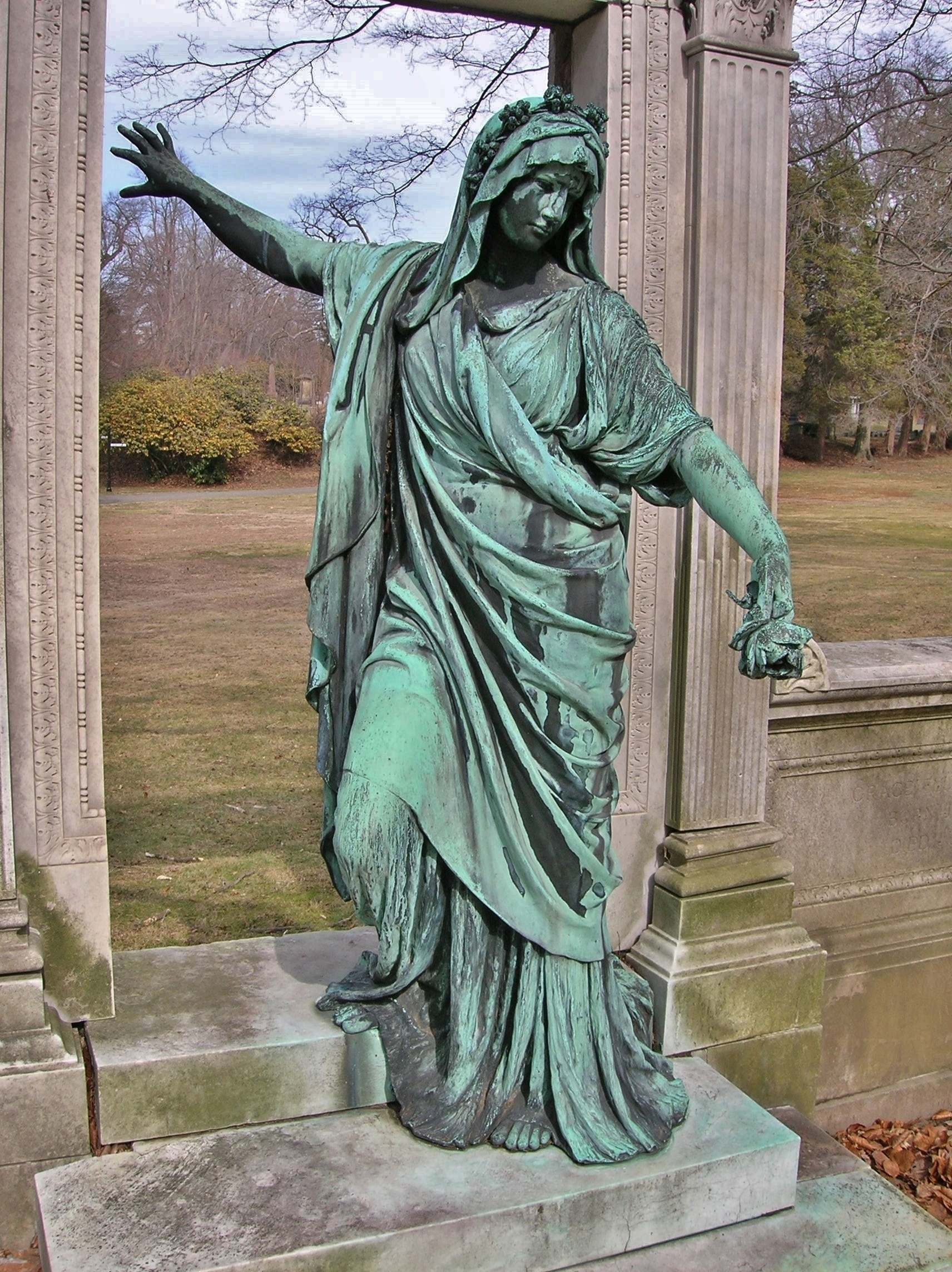
Escultura de bronce de cementerio para Winthrop y Elizabeth Bliss Fuller (instalada en 1910), Springfield, Massachusetts.
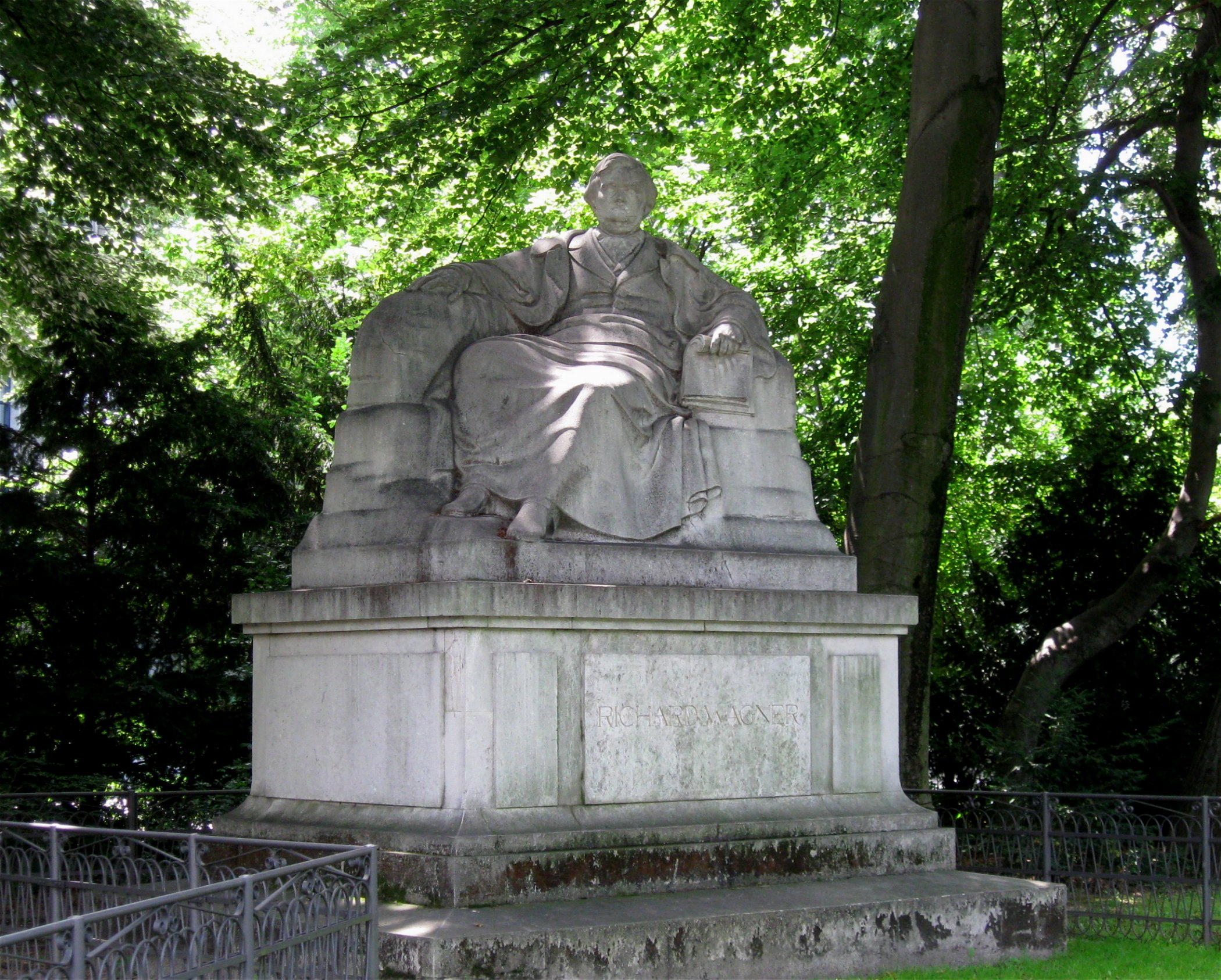
Monumento a Richard Wagner por Heinrich Waderé (1913).